# سیارک ۲۷۶۶۰
سیارک ۲۷۶۶۰ (به انگلیسی: 27660 Waterwayuni، نامگذاری:1978TR7) بیست و هفت هزار و ششصد و شصتمین سیارک کشف شده‌است که در ۲ اکتبر ۱۹۷۸ کشف شد.